# Jättendal
Jättendal – miejscowość (tätort) w Szwecji, w regionie administracyjnym (län) Gävleborg, w gminie Nordanstig.
Według danych Szwedzkiego Urzędu Statystycznego liczba ludności wyniosła: 258 (31 grudnia 2015), 260 (31 grudnia 2018) i 259 (31 grudnia 2019).